# Timex Open
Het Timex Open was een golftoernooi van de Europese PGA Tour in 1983 en 1984, maar daarvoor bestond het toernooi reeds. Het werd op de Biarritz Golf Club gespeeld, deze baan had een par van 69.
| Jaar | Winnaar            | Score | Score |
| ---- | ------------------ | ----- | ----- |
| 1980 | Géry Watine        |       |       |
| 1981 | Géry Watine        |       |       |
| 1982 | Géry Watine        |       |       |
| 1983 | Manuel Ballesteros | 262   | -14   |
| 1984 | Mike Clayton       | 260   | -16   |